# Handball-Asienmeisterschaft der Frauen
Die Handball-Asienmeisterschaft der Frauen ist ein Wettbewerb im Hallenhandball in Asien, der seit 1987 ausgetragen wird. Im Turnier wird unter den in der Asian Handball Federation organisierten Frauen-Nationalmannschaften der Asienmeister ermittelt.

## Teilnahmeberechtigte Verbände
Die in der Asian Handball Federation (AHF) organisierten nationalen Handballverbände können sich für eine Asienmeisterschaft qualifizieren. Im Gründungsjahr 1974 hatte die AHF 14 Mitglieder, im Jahr 2021 waren es 40.
Die Anzahl der am Wettbewerb teilnehmenden Nationen schwankte in der Geschichte des Wettbewerbs zwischen vier und zwölf. Teilweise war das wirtschaftlichen und politischen Entscheidungen geschuldet, zuletzt auch der Situation während der COVID-19-Pandemie.

## Qualifikationswettbewerb
Die Asienmeisterschaft dient auch der Ermittlung der asiatischen Vertreter bei der Weltmeisterschaft bzw. den Olympischen Spielen.
Bei der zweiten Austragung, der Asienmeisterschaft 1989, ermittelten die fünf Teilnehmer einen Starter für Asien bei der mit 16 Teams ausgespielten Weltmeisterschaft 1990. Bei der Asienmeisterschaft 1995 wurden unter den vier Teilnehmer drei Starter für Asien bei der mit 20 Teams ausgespielten Weltmeisterschaft 1995 ermittelt. Für die mit 34 Teams ausgespielte Weltmeisterschaft 2021 wurden bei der Asienmeisterschaft 2021 fünf Vertreter Asiens ermittelt (ein weiterer erhielt ein Startrecht per Wildcard).

## Turniere

### Chronologie
Im Nachfolgenden eine Auflistung der Turniere.
| Nr. | Jahr        | Ort            | Land       | Teams | 1. Platz (Gold) | 2. Platz (Silber) | 3. Platz (Bronze) | restliche Teilnehmer in der Reihenfolge der Platzierung                                   |
| --- | ----------- | -------------- | ---------- | ----- | --------------- | ----------------- | ----------------- | ----------------------------------------------------------------------------------------- |
| 01. | 1987        | Amman          | Jordanien  | 06    | Südkorea        | VR China          | Japan             | Syrien, Taiwan, Jordanien                                                                 |
| 02. | 1989        | Peking         | China      | 05    | Südkorea        | VR China          | Japan             | Taiwan, Hongkong                                                                          |
| 03. | 1991        | Hiroshima      | Japan      | 05    | Südkorea        | Japan             | VR China          | Nordkorea, Taiwan                                                                         |
| 04. | 1993        | Shantou        | China      | 07    | Südkorea        | VR China          | Nordkorea         | Japan, Kasachstan, Taiwan, Indien                                                         |
| 05. | 1995        | Seoul          | Südkorea   | 04    | Südkorea        | VR China          | Japan             | Taiwan                                                                                    |
| 06. | 1997        | Amman          | Jordanien  | 05    | Südkorea        | VR China          | Japan             | Usbekistan, Taiwan                                                                        |
| 07. | 1999 (2000) | Kumamoto       | Japan      | 05    | Südkorea        | VR China          | Japan             | Nordkorea, Taiwan                                                                         |
| 08. | 2000        | Shanghai       | China      | 07    | Südkorea        | Japan             | Nordkorea         | VR China, Kasachstan, Indien, Taiwan                                                      |
| 09. | 2002        | Almaty         | Kasachstan | 07    | Kasachstan      | Südkorea          | VR China          | Japan, Taiwan, Turkmenistan, Usbekistan                                                   |
| 10. | 2004        | Hiroshima      | Japan      | 04    | Japan           | VR China          | Südkorea          | Taiwan                                                                                    |
| 11. | 2006        | Guangzhou      | China      | 04    | Südkorea        | VR China          | Japan             | Kasachstan                                                                                |
| 12. | 2008        | Bangkok        | Thailand 1 | 10    | Südkorea        | VR China          | Japan             | Thailand, Kasachstan, Vietnam, Iran, Indien, Usbekistan, Katar                            |
| 13. | 2010        | Almaty         | Kasachstan | 08    | Kasachstan      | Südkorea          | VR China          | Japan, Nordkorea, Usbekistan, Thailand, Iran                                              |
| 14. | 2012        | Yogyakarta     | Indonesien | 12    | Südkorea        | VR China          | Japan             | Kasachstan, Nordkorea, Usbekistan, Taiwan, Indien, Iran, Turkmenistan, Indonesien, Kuwait |
| 15. | 2015        | Jakarta        | Indonesien | 09    | Südkorea        | Japan             | VR China          | Kasachstan, Usbekistan, Iran, Indien, Hongkong, Indonesien                                |
| 16. | 2017        | Suwon          | Südkorea   | 08    | Südkorea        | Japan             | VR China          | Kasachstan, Usbekistan, Vietnam, Iran, Hongkong                                           |
| 17. | 2018        | Kumamoto       | Japan      | 10    | Südkorea        | Japan             | VR China          | Kasachstan, Australien, Iran, Hongkong, Indien, Singapur, Neuseeland                      |
| 18. | 2021        | Amman          | Jordanien  | 11    | Südkorea        | Japan             | Kasachstan        | Iran, Usbekistan, Hongkong, Jordanien, Syrien, Singapur, Kuwait, Palästina                |
| 19. | 2022        | Incheon, Seoul | Südkorea   | 10    | Südkorea        | Japan             | VR China          | Iran, Kasachstan, Indien, Thailand, Usbekistan, Hongkong, Australien                      |
| 20. | 2024        | Neu Delhi      | Indien     | 8     | Japan           | Südkorea          | Kasachstan        | Iran, China, Indien, Hongkong, Singapur                                                   |

### Rangliste der 19 Turniere
| Rang | Land       | Asienmeister | Zweiter | Dritter | Gesamt |
| ---- | ---------- | ------------ | ------- | ------- | ------ |
| 1    | Südkorea   | 16 ×         | 02 ×    | 1 ×     | 19     |
| 2    | Japan      | 02 ×         | 08 ×    | 8 ×     | 18     |
| 3    | Kasachstan | 02 ×         | –       | 2 ×     | 04     |
| 4    | VR China   | –            | 10 ×    | 7 ×     | 17     |
| 5    | Nordkorea  | –            | –       | 2 ×     | 02     |